# Връбник
Вижте пояснителната страница за други значения на Връбник.
Връбник (произношене в местния говор Върник в самото село или Върбник в околните селища; на албански: Vërnik, Върник, членувано Verniku, Вернику; на гръцки: Βερνίκι, Верники) е село в Албания, в община Девол, област Корча. Селото традиционно е част от Костурско и има българско население.

## География
Село Връбник се намира в планинска местност в най-източната точка на Албания, непосредствено до границата с Гърция. Разположено е в малка котловина, обградена от скалистите планини Висок връх (Висок вър) и Страната, разклонения на Корбец. Надморската му височина е около 900 до 1000 метра.
Селото е разположено недалеч от окръжния център град Билища (Биглища) и на около 40 километра северозападно от Костур (Гърция), на около 50 километра от Лерин (Гърция), на 80 километра южно от Охрид (Северна Македония) и на около 30 километра източно от Корча (Албания). На около 10 километра северно от селото се намира Малкото Преспанско езеро и Мала Преспа.
Връбник е част от албанската историко-географската област Девол, макар че някои автори смятат, че селото принадлежи към Македония и по-точно към областта Кореща, намираща се в днешна Гърция.

## История

### В Османската империя
Традиционните административни центрове на село Връбник са градовете Костур и Корча. В XV век във Връбник са отбелязани поименно 36 глави на домакинства. В началото на XX век Връбник е част от Биглищката нахия на Корчанска каза, но в духовно отношение е част от Костурската епархия. Най-старите родове във Връбник са Грозданови, Аргирови, Филови, Апостóлови, Камбурови и Мужови.
В „Етнография на вилаетите Адрианопол, Монастир и Салоника“, издадена в Константинопол в 1878 година и отразяваща статистиката на населението от 1873 г., село Връбник е посочено два пъти – веднъж като Верлинк (Verlink), обитавано от 86 домакинства с 220 жители българи и втори път като Връбник (Vrbnik) със 70 домакинства и 205 жители мюсюлмани. Според статистиката на Васил Кънчов („Македония. Етнография и статистика“), в края на XIX век населението на Връбник е 600 души българи християни.
В края на XIX и началото на XX век жителите на Връбник се включват в националноосвободителните борби в Македония, като участват дейно в четите на ВМОРО. На 28 март 1903 г. селската чета на Връбник се притичва на помощ на обсадените в село Смърдеш (от 1926 г. – Кристалопиги) чети на Борис Сарафов и Иван Попов, като заедно с четата на село Въмбел (от 1926 г. – Мосхохори) удрят в гръб турската войска. През юли и август 1903 г. жителите на Връбник масово взимат участие в Илинденско-Преображенското въстание. На 29 юли 1903 г. (стар стил) башибузук и войска от Билища ограбват и опожаряват напълно селото с 60 къщи. На 15 август 1903 г. (стар стил) селото отново е нападнато и ограбено от турски военни части, а много жени са изнасилени. Изгорена е и селската църква „Свети Георги“, а са убити Митре Грозданов, Доно Динев и Илия Димев.
Въмбелъ бѣ най-послѣдното село, което изгориха въ Костурско... На 26 юлий четитѣ отъ нашия районъ нападнаха на градеца Биглища, но не успѣха да го прѣвзематъ. Въ събота прѣзъ нощьта тѣ се върнаха въ Въмбелъ. На другия день, недѣля, населението отъ Връбникъ и нашето село се отеглихме въ нашата планина. Селската чета остана да пази селото отъ нахлувание на башибозукъ. Наистина, тоя день нападна башибозукъ на Връбникъ, ограби го и го подпали, като изгори 92 кѫщи. Здрави останаха само 5 кѫщи. При това бидоха убити и трима мѫже, които не успѣха о врѣме да напуснатъ селото. Слѣдъ това башибозукътъ се опѫти и къмъ нашето село, но биде прѣсрѣщнатъ и отблъснатъ отъ четата. Животътъ ни по горитѣ бѣ много мѫченъ. Само нощно врѣме слизахме въ селото, вземахме, каквото ни трѣбваше, и пакъ се връщахме въ гората. Хранѣхме се съ варена рѫжь и пшеница. Така прѣкарахме до края на мѣсецъ августъ, когато многобройни войски се показаха отъ къмъ Смърдешъ. Тия войски минаха прѣзъ нашето село и прѣнощуваха
въ околностьта на с. Връбникъ. На другия день тѣ се завърнаха и зеха пѫтя къмъ планината, дѣто бѣше забѣгнало населението. Жени и дѣца зеха да пищатъ и бѣгатъ по голата и каменлива планина. Петнадесетъ души четници, неуспѣли да се отеглятъ, бидоха принудени да се скриятъ въ една пещера. Войскитѣ ги заобиколиха. Въ не равната схватка съ войскитѣ всички 15 души прѣдпочели да се самоубиятъ, отъ колкото да се прѣдадатъ живи въ рѫцѣтѣ на неприятеля. При бѣгането на населението войскитѣ убиха петима души, между които една жена, а вѫтрѣ въ селото се намѣриха убити двама мѫже и една жена. Цѣла седмица се скитахме по Брѣзнишката планина, а селото ни остана на произвола на башибозука и войскитѣ, които го ограбиха и изгориха. Отъ 120 кѫщи останаха здрави 30. À отъ живата стока ни се отвлѣкоха 1300 глави овце, 437 глави едъръ добитъкъ, 9 мѫски и 14 магарета. Ora цѣлото почти население се прибра въ 30-тѣ здрави кѫщи. Само нѣколко сѣмейства си построиха колиби.
През ноември 1903 година българският владика Григорий Пелагонийски, придружаван от Наум Темчев и Търпо Поповски, пристигат в Смърдеш и раздават помощи на пострадалото при потушаването на Илинденското въстание население от селото, от Въмбел и от Връбник.
През 1903 – 1904 година селото отхвърля върховенството на Цариградската патриаршия и признава Българската екзархия. Същата година турските власти не допускат учителя Ал. Константинов от Битоля да отвори българско училище в селото. По-късно за разлика от голяма част от селата на север, в Мала Преспа, до Балканските войни във Връбник функционира българско училище.
Гръцка статистика от 1905 година не отразява промяната и представя селото като чисто гръцко с 600 жители гърци. Според Георги Трайчев през 1911/1912 година във Връбник има 95 къщи с 469 жители и функционира училище с 2 учители. Според Георги Константинов Бистрицки Върбник преди Балканската война има 95 български къщи.
На етническата карта на Костурското братство в София от 1940 година, към 1912 година Връбникъ е обозначено като българско селище.
При избухването на Балканската война в 1912 година шест души от Връбник са доброволци в Македоно-одринското опълчение.

### В Албания
В 1912 година по време на Балканската война в селото влизат гръцки войски, но международната комисия го оставя в границите на Албания. По време на Първата световна война Връбник е част от администрираната от Гърция автономна област Северен Епир, която е окончателно предадена на Албания в 1924 година. Благодарение на това местните българи са запазени от гърцизацията, наложена в съседните костурски села – Смърдеш, Въмбел, Косинец (от 1926 г. – Йеропиги) и други.
В 1915 година костурчанинът учител Георги Райков пише:
| „ | 3/4 ч. на север от с. Вишочица, в едно равно място, в един ръкав до една възсуха речица е разположено българското с. Връбник, което сега влиза в Албания. В селото си говорят чисто български и си имаха свои българска черква, свещеници, училище и учители. За свой духовен началник признаваха българския Екзарх Йосиф I. | “ |

Гръцките преброявания от 1913 и 1920 година показват съответно 489 и 366 жители. След 1913 година обучението в училището на Връбник се провежда на гръцки език, а от 1925 година – на албански.
След Балканските войни някои жители на селото се изселват в България, но се заселват бежанци от останалата в Гърция част от Костурско. Родовете Шанови и Шемкови, например, са дошли от Въмбел и Смърдеш.
През втората половина на 20-те години на XX век Връбник е основна база за четите на ВМРО, действащи във Вардарска и Беломорска Македония.
Боривое Милоевич пише в 1921 година („Южна Македония“), че Върник (Врник) има 80 къщи славяни християни.
До 1929 година жителите на селото на три пъти подават молба до албанските власти обучението да се провежда на български език, но искането им е отхвърлено.
В 1924 година български младежи от Връбник изтриват гръцките надписи в църквата на селото, като твърдят пред властите, че те са изписани по време на гръцката окупация.
След 1928 година жителите на Връбник са подложени на асимилационен натиск от страна на албанските власти, който включва преследване заради български книги, внушения да се сменят българските надписи в местната църква с албански, да се провеждат църковните служби на албански и т.н. През октомври 1929 година са интернирани за близо два месеца в Круя местният свещеник Лазар Мушмов и сина му Тачо, както и двамата бивши кметове Христо Димов и Кръсто Белов и местния първенец Илия Поповски. В началото на 1930 година, след заплашвания и натиск от страна на началника на Обществената безопасност в Тирана Абидин Ходжа и на митрополита на Албанската православна църква Висарион Джовани, надписите в селската църква са променени.
Като сравнява жителите на Връбник и останалите костурчани, преселили се в Албания, с тези на Мала Преспа, в спомените си от 30-те години на XX век професор Михаил Огнянов ги описва по следния начин:
| „ | Костурчани и по диалект, и по физически облик се различаваха от другите – по-едри, по-силни, с по-развита мускулатура и костна система. В поведението бяха по-експанзивни. Имаха силно изразено българо-македонско чувство и пазеха спомена за освободителните борби, в които някои от тях са участвали. Спомняха си за въстанията, за подвизите, допреди няколко години са подпомагали ВМРО. Поддържаха връзки и с техните роднини в България. | “ |

В 1939 година Никола Пандовски от името на 70 български къщи във Връбник подписва Молбата на македонски българи до царица Йоанна, с която се иска нейната намеса за защита на българщината в Албания – по това време италиански протекторат.
След 1944 година правителството на Енвер Ходжа предлага на българската страна да бъдат изпратени български учители в Мала Преспа и Връбник, но в духа на господстващия македонизъм българските управници препоръчват на албанските си колеги да се обърнат към властите в Скопие. Един от резултатите на тази политика е, че жителите на целия район са обявени за македонско малцинство.
Според различни данни от 20-те и 30-те години на XX век броят на жителите му е между 330 и 700 души. Днес те наброяват около 280 души с тенденция към намаляване. Много връбничани и техни потомци живеят в Гърция, САЩ, България, Северна Македония, в различни части на Албания (Корча, Тирана) и другаде.
До 2015 година селото е част от община Център Билища.

### Говор
Автентичният говор на жителите на Връбник спада към крайните югозападни български говори и е свързан с останалите костурски говори. В областта на лексиката и на фонетиката диалектната система на Връбник пази редица архаични черти, близки до старобългарския език. Един от примерите за това са остатъците от назализъм, характерен за старобългарския език – застъпникът на малката носовка е ен – братученди (вместо братовчеди), говендо (вместо говедо), пенда (вместо педя) и други.
По отношение на застъпниците на старобългарската задна носова гласна (голяма носовка) говорът на Връбник влиза в ареала на ъ- говорите (мъка, мъш за мъж, къшча за къща и т.н.), обхващащ по-големия дял от Северозападна и Североизточна България, части от Югоизточна България, както и някои райони в Македония.
Днес във Връбник са напреднали процесите на езикова албанизация, особено в областта на фонетиката.

## Забележителности
- Църква „Свети Георги“, превърната през режима на Енвер Ходжа в сушилня и възстановена след 1990 г.
- Два малки параклиса извън селото – „Свети Нестор“ (на север) и „Свети Петър“ (на изток)

## Личности
Родени във Връбник
- Андон Андреев, български революционер от ВМОРО, четник на Кочо Цонков[23]
- Андон Василев Грозданов (1881 - след 1943), македоно-одрински опълченец, служил в 8-а костурска дружина, носител на орден „За храброст“ IV степен; на 18 март 1943 година, като жител на Прослав, Пловдивско, подава молба за българска народна пенсия, която е одобрена и пенсията е отпусната от Министерския съвет на Царство България[24]
- Бончо Несторов (1906 – 1987), български писател
- Васил Делов, български революционер, селски войвода на ВМОРО, по време на Илинденско-Преображенското въстание е войвода на чета в Корещата[25][26]
- Васил Шинанов (1868 – ?), български революционер
- Георги Василев Попов (Попвасилев, 1883 – след 1943), роден в семейството на свещеник Васил Панов и Стойка Попвасилева, преселил се в Провадия, Княжество България в 1896 година, женен за Калушка Добрева от Провадия,[27] македоно-одрински опълченец, 4-та рота на 6-а охридска дружина;[28] на 10 февруари 1943 година като жител на Провадия подава молба за българска народна пенсия, която е одобрена и пенсията е отпусната от Министерския съвет на Царство България[27]
- Георги Филипов (1884 – ?), македоно-одрински опълченец, Втора рота на Девета велешка дружина, носител на бронзов медал[29]
- Георги Христов, български революционер, участник в Българското опълчение 1877 – 1878
- Григор Христов (1858 - 1914), български революционер
- Димитър Бело (р. 1966), преподавател по албански език и балканска лингвистика в Корчанския университет и в Тиранския държавен университет
- Иван Дельо (Йоанис Дайлакис или Делкос, ? – 1943), гръцки андартски капитан[30]
- Иван Несторов (1875 – след 1943), български революционер
- Илия Манов (1866 – след 1943), български революционер
- Коста Андонов (1894 – ?), български юрист[31]
- Кристо Темелко (1915 - 1990), албански политик, деец на Албанската комунистическа партия
- Лазар Василев (1890 – ?), македоно-одрински опълченец, Трета рота на Шеста охридска дружина[32]
- Лазар Палчев (? – 1907), деец на ВМОРО, загинал в сражение с турски аскер в Дреновени заедно с Петър Клянев[22]
- Ламбри Василев Косовски (Ламбри Кясовски, 1882 – 1915), македоно-одрински опълченец, Първа рота на Десета прилепска дружина[33], загинал през Първата световна война[34]
- Ламбро Филов, македоно-одрински опълченец, Втора рота на Единадесета сярска дружина[35]
- Нако Грозданов (1881 – 1969), български революционер, от 1915 г. живее в Торонто, Канада
- Наум Ставров (Ставрев) Богданов или Богданов Ставров, македоно-одрински опълченец, 3-та рота на 12-а лозенградска дружина, Сборна партизанска рота на МОО, в гръцки плен от 6 юли 1913 до 10 март 1914 година;[36][37][38] на 15 март 1943 година, като жител на Пловдив, подава молба за българска народна пенсия, която е одобрена и пенсията е отпусната от Министерския съвет на Царство България[38]
- Никола (Лаки) Дельо (Николаос Дайлакис, 1883 - 1941), ренегат от ВМОРО и гръцки андартски капитан[39]
- Никола Йоров, деец на ВМОРО[40]
- Никола (Кольо) Пандовски (1903-1995), български революционер, деец на ВМРО
- Раки Бело (р. 1968), преподавател по албански език във Великотърновския университет, България.
- Сотир Пандовски (? – 1907), български революционер, ръководител на селския комитет на ВМОРО,[41] убит от турци край родното си село, неговият син Димитър Сотиров емигрира в САЩ, където е активен член на МПО „Татковина“, Детройт[42]
- Ставро Грозданов (1886 – 1952), български революционер